# Фарфан, Майкл
Майкл Фарфан Стопани (англ. и исп. Michael Farfán Stopani, род. 23 июня 1988 года, Сан-Диего, Калифорния, США) — американский футболист, выступавший на позиции полузащитника.

## Карьера

### Молодёжная карьера
Фарфан с 2009 года учился в Университете Северной Каролины в Чапел-Хилл, где выступал за университетскую команду «Норт Каролина Тар Хилс». Во время учёбы Фарфан также играл в клубах «Ориндж Каунти Блю Стар», «Вентура Каунти Фьюжн», «Лос-Анджелес Леджендс» и «Огден Аутлоус» из PDL-лиги.

### Профессиональная карьера
13 января 2011 года Фарфан был задрафтован клубом «Филадельфия Юнион» 23-м номером во втором раунде СуперДрафта MLS 2011. Дебютировал в составе клуба 6 апреля в матче Открытого кубка США против «Ди Си Юнайтед». Свой первый гол Фарфан забил 21 мая в ворота «Чикаго Файр»: из-за пределов штрафной площадки с расстояния 25 ярдов (22,8 метров). Матч завершился со счётом 2:1 в пользу «Филадельфии Юнион». После этого матча Фарфан попал в «Команду недели в MLS» (MLS Team of Week 10).
После трёх сезонов в «Филадельфии Юнион» Фарфан был продан в мексиканский клуб «Крус Асуль» из Лиги МХ. За клуб сыграл один матч, где забил один гол в ворота «Пачуки».
10 февраля 2015 года Фарфан перешёл в «Ди Си Юнайтед».
20 января 2016 года Фарфан перешёл в «Сиэтл Саундерс».
24 февраля 2017 года Фарфан объявил о завершении карьеры.

## Статистика
| Клуб               | Лига             | Сезон            | Лига | Лига | Плей-офф | Плей-офф | Кубок | Кубок | Северная Америка | Северная Америка | Всего | Всего |
| Клуб               | Лига             | Сезон            | Игры | Голы | Игры     | Голы     | Игры  | Голы  | Игры             | Голы             | Игры  | Голы  |
| ------------------ | ---------------- | ---------------- | ---- | ---- | -------- | -------- | ----- | ----- | ---------------- | ---------------- | ----- | ----- |
| Филадельфия Юнион  | MLS              | 2011             | 21   | 2    | 2        | 0        | 0     | 0     | —                | —                | 23    | 2     |
| Филадельфия Юнион  | MLS              | 2012             | 32   | 1    | —        | —        | 4     | 0     | —                | —                | 36    | 1     |
| Филадельфия Юнион  | MLS              | 2013             | 29   | 1    | —        | —        | 2     | 0     | —                | —                | 31    | 1     |
| Филадельфия Юнион  | Всего за клуб    | Всего за клуб    | 82   | 4    | 2        | 0        | 6     | 0     | —                | —                | 90    | 4     |
| Крус Асуль         | Лига МХ          | 2013/2014        | 1    | 1    | 0        | 0        | —     | —     | 0                | 0                | 1     | 1     |
| Ди Си Юнайтед      | MLS              | 2015             | 17   | 0    | 0        | 0        | 0     | 0     | 6                | 1                | 23    | 1     |
| Сиэтл Саундерс     | MLS              | 2016             | 1    | 0    | 0        | 0        | 1     | 1     | 0                | 0                | 2     | 1     |
| → Сиэтл Саундерс 2 | USL              | 2016             | 6    | 0    | —        | —        | —     | —     | —                | —                | 6     | 0     |
| Всего за карьеру   | Всего за карьеру | Всего за карьеру | 107  | 5    | 2        | 0        | 7     | 1     | 6                | 1                | 122   | 7     |

## Личная жизнь
Брат Майкла — Габриэль Фарфан — также профессиональный футболист.

## Достижения

### Клубные
Крус Асуль
- Лига чемпионов КОНКАКАФ (1): 2013/14

 Сиэтл Саундерс
- Чемпион MLS (1): 2016

### Индивидуальные
- Матч всех звёзд MLS: 2012